# Powszechna Deklaracja Praw Seksualnych
Deklaracja Praw Seksualnych – dokument zawierający 11 praw seksualnych, stanowiących fundamentalne i uniwersalne prawa człowieka, przyczyniające się do wolności, równości i godności wszystkich ludzi. Został stworzony w celu zaspokojenia potrzeb społecznych i osobistych, niezbędnych w pełnym rozwoju jednostki.

## Historia powstania
Deklaracja praw seksualnych została utworzona na XIII Światowym Kongresie Seksuologii w 1997 roku w Walencji. W 26 września 1999 roku, na XIV Światowym Kongresie Seksuologów, zgromadzenie generalne Światowego Towarzystwa Seksuologicznego przyjęło Powszechną Deklarację Praw Seksualnych w ostatecznej formie. W maju 2002 roku deklaracja została opublikowana przez profesora Marca Gana, prezydenta Światowego Towarzystwa Seksuologicznego, a kilka tygodni później została przyjęta i zarekomendowana przez Światową Organizację Zdrowia.

## Treść deklaracji
Według Deklaracji Praw Seksualnych (WAS – sierpień 2002)
- Seksualność jest integralną częścią osobowości każdej istoty ludzkiej. Jej pełny rozwój zależy od zaspokojenia podstawowych ludzkich potrzeb, takich jak pragnienie kontaktu, intymności, ekspresji uczuć, przyjemności, czułości i miłości.
- Seksualność kształtuje się w wyniku wzajemnych relacji pomiędzy osobą a otaczającymi ją strukturami społecznymi. Pełny rozwój seksualności jest niezbędny do osiągnięcia dobrostanu w wymiarze indywidualnym, interpersonalnym oraz społecznym.
- Prawa seksualne są uniwersalnymi prawami człowieka, bazującymi na niezbywalnej wolności, godności i równości wszystkich istot ludzkich. Ponieważ zdrowie jest fundamentalnym prawem człowieka, tak samo podstawowym prawem człowieka musi być jego zdrowie seksualne.
- W celu zapewnienia zdrowego rozwoju seksualności społeczeństw i jednostek ludzkich wszystkie społeczeństwa muszą uznawać, promować, szanować i bronić tych praw seksualnych wszelkimi środkami. Zdrowie seksualne rozwija się w środowisku, które uznaje, respektuje i szanuje te prawa.
- Prawa seksualne stanowią fundamentalne i uniwersalne prawa człowieka.

Prawa seksualne
1. Prawo do wolności seksualnej
Wolność seksualna obejmuje indywidualną możliwość jednostki do wyrażania pełni potencjału seksualnego, wyklucza jednak wszelkie formy seksualnego przymusu, wykorzystywania i nadużyć w jakimkolwiek czasie i sytuacji życiowej.
2. Prawo do odrębności seksualnej, integralności oraz bezpieczeństwa seksualnego ciała
Prawo to pozwala człowiekowi podejmować niezależne decyzje dotyczące własnego życia seksualnego, zgodne z własną moralnością i obowiązującą etyką społeczną. Obejmuje ono również możliwość sprawowania kontroli nad własnym ciałem i czerpanie z niego zadowolenia oraz wolność od torturowania, okaleczania i jakiejkolwiek przemocy.
3. Prawo do prywatności seksualnej
Obejmuje możliwość podejmowania indywidualnych decyzji i zachowań w sferze intymnej, w stopniu, w jakim nie naruszają one praw seksualnych innych osób.
4. Prawo do równości seksualnej
Odwołuje się do wolności od wszelkich form dyskryminacji, niezależnie od płci, orientacji seksualnej, wieku, rasy, klasy społecznej, religii oraz fizycznej lub emocjonalnej niepełnosprawności.
5. Prawo do przyjemności seksualnej
Przyjemność seksualna, włączając zachowania autoerotyczne, jest źródłem fizycznego, psychologicznego, intelektualnego i duchowego dobrostanu.
6. Prawo do emocjonalnego wyrażania seksualności
Wyrażanie seksualności obejmuje więcej niż przyjemność erotyczną lub zachowanie seksualne. Ludzie mają prawo do wyrażania swojej seksualności poprzez komunikowanie się, dotyk, wyrażanie uczuć i miłość.
7. Prawo do swobodnych kontaktów seksualnych
Oznacza możliwość zawarcia związku małżeńskiego lub niezawierania go, przeprowadzenia rozwodu i ustanawiania innych form związków seksualnych opartych na odpowiedzialności.
8. Prawo do podejmowania wolnych i odpowiedzialnych decyzji dotyczących posiadania potomstwa
Obejmuje możliwość podejmowania decyzji o posiadaniu lub nieposiadaniu potomstwa, jego liczbie, różnicy wieku między potomstwem oraz prawo do pełnego dostępu do środków regulacji płodności.
9. Prawo do informacji seksualnej opartej na badaniach naukowych
Prawo to mówi, że poszukiwanie informacji dotyczących seksualności człowieka musi być realizowane na drodze rzetelnych i nienaruszających zasad etycznych badań naukowych, a odpowiednie rozpowszechnianie informacji będzie następować na wszystkich poziomach społecznych.
10. Prawo do wyczerpującej edukacji seksualnej
Edukacja seksualna jest procesem trwającym od momentu narodzin przez całe życie i powinny być w nią zaangażowane wszystkie instytucje społeczne.
11. Prawo do seksualnej opieki zdrowotnej
Opieka w zakresie zdrowa seksualnego powinna być dostępna i służyć zapobieganiu oraz leczeniu wszelkich problemów, chorób i zaburzeń seksualnych.